# Anticlimax pilsbryi
Anticlimax pilsbryi är en snäckart som först beskrevs av McGinty 1945.  Anticlimax pilsbryi ingår i släktet Anticlimax och familjen Vitrinellidae. Inga underarter finns listade i Catalogue of Life.